# Djimon Hounsou
Djimon Gaston Hounsou (/ˈdʒaɪmən ˈuːnsuː/; tiếng Pháp: [dʒimɔ̃ unsu]; sinh ngày 24 tháng 4 năm 1964) là một nam diễn viên người Mỹ gốc Benin.
Ông bắt đầu sự nghiệp của mình khi xuất hiện trong các video âm nhạc. Ông đã có bộ phim đầu tay trong Without You I'm Nothing (1990) và được công nhận rộng rãi nhờ vai diễn Cinqué trong bộ phim Amistad (1997) của đạo diễn Steven Spielberg. Trong suốt sự nghiệp của mình, ông đã được công nhận nhiều hơn với các vai diễn trong Gladiator (2000), In America (2003) và Blood Diamond (2006), nhận đề cử giải Oscar cho Nam diễn viên phụ xuất sắc nhất cho cả hai bộ phim sau này. Ông cũng từng đóng vai phản diện trong Furious 7 (2015). Ông đã được đề cử cho giải Quả cầu vàng và ba giải của Hiệp hội diễn viên màn ảnh. Ông cũng đóng một vai quan trọng trong bộ phim Forces spéciales (2011) của Pháp.
Trong Vũ trụ Điện ảnh Marvel, ông đóng vai Korath the Pursuer trong Guardians of the Galaxy (2014), Captain Marvel (2019) và tập thứ hai của What If ...? (2021). Trong Vũ trụ Mở rộng DC, ông có đóng vai trong Aquaman (2018) và là phù thủy Shazam trong Shazam! (2019) và bộ phim Shazam! Fury of the Gods (2023). Ngoài ra, ông cũng tham gia với vai diễn Papa Midnite trong một bộ phim DC khác, Constantine (2005).

## Đầu đời
Hounsou sinh ra ở Cotonou, Bénin, bởi Albertine và Pierre Hounsou, một đầu bếp. Ông di cư đến Lyon ở Pháp năm 12 tuổi cùng với anh trai của mình, Edmond. Ngay sau khi đến đó, anh ta bỏ học và sống vô gia cư trong một thời gian. Một cuộc gặp gỡ tình cờ với một nhiếp ảnh gia đã dẫn đến sự giới thiệu với nhà thiết kế thời trang Thierry Mugler, người đã khuyến khích Hounsou theo đuổi sự nghiệp người mẫu. Năm 1987, anh trở thành người mẫu và lập nghiệp ở Paris. Ông chuyển đến Hoa Kỳ vào năm 1990.

## Sự nghiệp

### Diễn xuất
Từ năm 1989 đến năm 1991, Hounsou xuất hiện trong các video âm nhạc cho "Straight Up" của Paula Abdul, "Love Will Never Do (Without You)" của Janet Jackson và "Express Yourself" của Madonna. Ông cũng xuất hiện trong video âm nhạc của En Vogue cho "Hold On".
Bộ phim đầu tay của Hounsou là trong bộ phim năm 1990 của Sandra Bernhard Without You I'm Nothing. Ông đã có các phần truyền hình trên Beverly Hills, 90210 và ER và một vai khách mời trong Alias. Ông đã có một vai lớn hơn trong bộ phim khoa học viễn tưởng Stargate.
Hounsou đã nhận được nhiều lời khen ngợi từ giới phê bình và đề cử Giải Quả cầu vàng cho vai diễn Cinqué trong bộ phim Amistad năm 1997 của Steven Spielberg, và được chú ý nhiều hơn với vai Juba trong bộ phim Gladiator năm 2000. Năm 2004, ông được đề cử Giải Oscar cho Nam diễn viên phụ xuất sắc nhất cho phim In America, giúp ông trở thành nam diễn viên gốc Phi thứ tư được đề cử giải Oscar. Năm 2005, anh đóng vai lính đánh thuê trong bộ phim The Island cùng với Ewan McGregor và Scarlett Johansson. Năm 2006, anh đã giành được Giải thưởng của Hội đồng xét duyệt quốc gia cho Nam diễn viên phụ xuất sắc nhất cho màn trình diễn của mình trong Blood Diamond, và đã nhận được các đề cử của Hiệp hội phê bình phim truyền hình, giải của hiệp hội diễn viên màn ảnh và giải Oscar cho màn trình diễn này. 

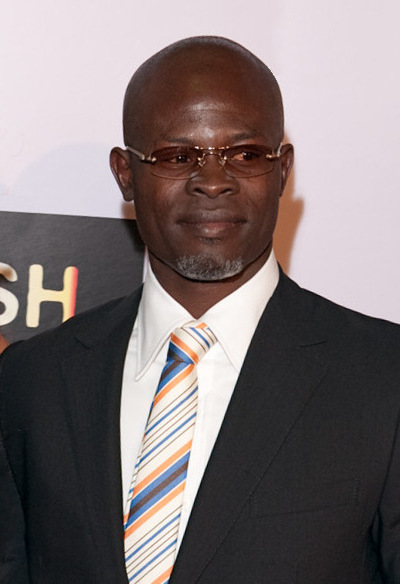
Hounsou tại buổi công chiếu phim Push năm 2009.

Hounsou đã có một vai phụ trong bộ phim khoa học viễn tưởng Push năm 2009, với vai Đặc vụ Henry Carver. Năm 2011, ông đóng vai một người lính biệt kích Pháp trong bộ phim Forces spéciales của Pháp.
Đạo diễn Tim Story nói với IGN rằng nếu ông làm phần thứ ba về Fantastic Four, anh ấy muốn có Hounsou trong vai Black Panther. Vào tháng 11 năm 2008, có thông báo rằng Hounsou sẽ lồng tiếng cho Black Panther trong bộ phim truyền hình cùng tên. Anh đã ký hợp đồng đóng vai Abdiel trong phiên bản điện ảnh Paradise Lost của John Milton cùng với Benjamin Walker và Bradley Cooper, nhưng bộ phim đã bị loại bỏ vào đầu tháng 2 năm 2012.
Năm 2013, ông xuất hiện trong bộ phim hài Baggage Claim cùng với Paula Patton. Ông cũng lồng tiếng cho Drago Blodfist trong How to Train Your Dragon 2 và đóng vai Korath the Pursuer trong bộ phim Guardians of the Galaxy của Marvel Studios, cả hai phát hành vào năm 2014. Ông đóng vai phản diện trong hai bộ phim năm 2015, Seventh Son và Furious 7, phần thứ bảy của loạt phim Fast and Furious, bộ phim sau mà anh đóng vai Mose Jakande, một lính đánh thuê người Pháp gốc Nigeria.
Vào ngày 17 tháng 2 năm 2016, có thông tin rằng Hounsou sẽ tham gia mùa thứ hai của bộ phim truyền hình Wayward Pines. Cũng trong năm 2016, ông đóng vai trưởng Mbonga trong bộ phim The Legend of Tarzan.
Vào tháng 7 năm 2018, Hounsou gia nhập Vũ trụ Mở rộng DC, lồng tiếng cho Vua Nhân ngư Ricou trong Aquaman (với nhân vật được ghi hình chuyển động bởi Andrew Crawford), và thay thế Ron Cephas Jones trong vai Pháp sư Shazam trong Shazam! (2019). Cũng trong năm 2019, ông đóng lại vai Korath trong bộ phim Captain Marvel của Marvel Studios và loạt phim hoạt hình Disney+ What If ...? (2021). Trong năm 2021, ông vào vai Shola trong The King's Man. Ông sẽ đóng lại vai phù thủy Shazam trong Shazam! Fury of the Gods (2023).

### Người mẫu
Vào ngày 24 tháng 2 năm 2007, có thông báo rằng Hounsou sẽ là người mẫu đồ lót mới của Calvin Klein. Vào thời điểm đó, anh được đại diện bởi đại diện người mẫu Los Angeles Omar Albertto.

### Công việc khác
Năm 2010, Hounsou được giới thiệu là người dẫn chuyện trong loạt phim quảng cáo "32 Teams, 1 Dream" của ESPN cho FIFA World Cup 2010. Ông phát biểu tại Hội nghị thượng đỉnh về biến đổi khí hậu tại Liên hợp quốc vào ngày 22 tháng 9 năm 2009. Vào ngày 1 tháng 12 năm 2009, ông nói với truyền thông Pháp rằng các nước phát triển "cần phải chịu trách nhiệm" về đóng góp của họ đối với biến đổi khí hậu.

## Đời tư
Năm 2007, Hounsou bắt đầu hẹn hò với người mẫu Kimora Lee Simmons. Năm 2009, Simmons sinh con trai của họ, Kenzo Lee Hounsou. Hounsou và Simmons đến thăm gia đình của Hounsou ở Bénin quê hương của anh ấy vào mùa hè năm 2008, nơi cả hai tham gia vào một buổi lễ cam kết truyền thống. Họ được trang điểm trong trang phục truyền thống và sử dụng buổi lễ, trước sự chứng kiến của gia đình Hounsou, để xác nhận rằng họ "dành cho nhau 100%", mặc dù họ nhấn mạnh buổi lễ không phải là một đám cưới. Trong buổi ra mắt Kimora: Life in the Fab Lane của Kimora Lee Simmons, ông được coi là chồng của cô. Hounsou và Simmons, những người chưa bao giờ kết hôn hợp pháp ở Hoa Kỳ, tuyên bố ly thân vào tháng 11 năm 2012.

## Danh sách phim

### Điện ảnh
| Năm  | Phim                                         | Vai diễn                                   | Đạo diễn                  | Ghi chú                      |
| ---- | -------------------------------------------- | ------------------------------------------ | ------------------------- | ---------------------------- |
| 1990 | Without You I’m Nothing                      | Ex-Boyfriend                               | John S. Boskovich         |                              |
| 1992 | Unlawful Entry                               | Prisoner On Bench                          | Jonathan Kaplan           |                              |
| 1993 | Killing Zoe                                  | Moïse (lồng tiếng)                         | Roger Avary               |                              |
| 1994 | Stargate                                     | Horus                                      | Roland Emmerich           | Credited as "Djimon"         |
| 1997 | Ill Gotten Gains                             | Fyah                                       | Joel B. Marsden           |                              |
| 1997 | Amistad                                      | Joseph Cinqué                              | Steven Spielberg          |                              |
| 1998 | Deep Rising                                  | Vivo                                       | Stephen Sommers           |                              |
| 2000 | Gladiator                                    | Juba                                       | Ridley Scott              |                              |
| 2002 | Le Boulet                                    | Detective Youssouf                         | Alain Berbérian           |                              |
| 2002 | The Four Feathers                            | Abou Fatma                                 | Shekhar Kapur             |                              |
| 2003 | In America                                   | Mateo                                      | Jim Sheridan              |                              |
| 2003 | Biker Boyz                                   | 'Motherland'                               | Reggie Rock Bythewood     |                              |
| 2003 | Lara Croft: Tomb Raider – The Cradle of Life | Kosa                                       | Jan de Bont               |                              |
| 2004 | Blueberry                                    | Woodhead                                   | Jan Kounen                |                              |
| 2005 | Constantine                                  | Papa Midnite                               | Francis Lawrence          |                              |
| 2005 | Beauty Shop                                  | Joe                                        | Bille Woodruff            |                              |
| 2005 | The Island                                   | Albert Laurent                             | Michael Bay               |                              |
| 2006 | Blood Diamond                                | Solomon Vandy                              | Edward Zwick              |                              |
| 2006 | Eragon                                       | Ajihad                                     | Stefen Fangmeier          |                              |
| 2008 | Never Back Down                              | Jean Roqua                                 | Jeff Wadlow               |                              |
| 2009 | Push                                         | Henry Carver                               | Paul McGuigan             |                              |
| 2010 | The Tempest                                  | Caliban                                    | Julie Taymor              |                              |
| 2011 | Elephant White                               | Curtis 'Curtie' Church                     | Prachya Pinkaew           |                              |
| 2011 | Special Forces                               | Kovax                                      | Stéphane Rybojad          |                              |
| 2013 | Baggage Claim                                | Quinton Jamison                            | David E. Talbert          |                              |
| 2014 | How to Train Your Dragon 2                   | Drago Bludvist (lồng tiếng)                | Dean DeBlois              |                              |
| 2014 | Guardians of the Galaxy                      | Korath                                     | James Gunn                |                              |
| 2014 | Seventh Son                                  | Radu                                       | Sergei Bodrov             |                              |
| 2015 | Furious 7                                    | Mose Jakande                               | James Wan                 |                              |
| 2015 | The Vatican Tapes                            | Vicar Imani                                | Mark Neveldine            |                              |
| 2015 | Air                                          | Cartwright                                 | Christian Cantamessa      |                              |
| 2016 | The Legend of Tarzan                         | Tộc trưởng Mbonga                          | David Yates               |                              |
| 2017 | The Fate of the Furious                      | Mose Jakande                               | F. Gary Gray              | Photo only                   |
| 2017 | King Arthur: Legend of the Sword             | Bedivere                                   | Guy Ritchie               |                              |
| 2017 | Same Kind of Different as Me                 | Denver                                     | Michael Carney            |                              |
| 2018 | Aquaman                                      | Vua Nhân ngư Ricou                         | James Wan                 |                              |
| 2018 | In Search of Voodoo: Roots to Heaven         | Người dẫn chuyện                           | Djimon Hounsou            | Đồng biên kịch Phim tài liệu |
| 2019 | Serenity                                     | Duke                                       | Steven Knight             |                              |
| 2019 | Captain Marvel                               | Korath                                     | Anna Boden and Ryan Fleck |                              |
| 2019 | Shazam!                                      | The Wizard                                 | David F. Sandberg         |                              |
| 2019 | Charlie's Angels                             | Edgar 'Bosley' Dessange                    | Elizabeth Banks           |                              |
| 2020 | A Quiet Place Part II                        | Người trên đảo                             | John Krasinski            |                              |
| 2021 | The King's Man                               | Shola                                      | Matthew Vaughn            |                              |
| 2022 | Blazing Samurai                              | Sumo (lồng tiếng)                          | Chris Bailey              | Hậu kỳ                       |
| 2022 | Black Adam                                   | Phù thủy Shazam                            | Jaume Collet-Serra        | Hậu kỳ                       |
| 2023 | Shazam! Fury of the Gods                     | Phù thủy Shazam                            | David F. Sandberg         | Hậu kỳ                       |
| 2023 | Marriage                                     | Beakward, Karlos' Big Brother (lồng tiếng) | Pierre Coffin             | Đang phát triển              |
| TBA  | Rebel Moon                                   | TBA                                        | Zack Snyder               | Pre-production               |

### Truyền hình
| Năm       | Tiêu đề                     | Vai                              | Ghi chú                                            |
| --------- | --------------------------- | -------------------------------- | -------------------------------------------------- |
| 1990      | Beverly Hills, 90210        | Doorman                          | Episode: "Class of Beverly Hills"                  |
| 1999      | ER                          | Mobalage Ikabo                   | 6 episodes                                         |
| 2000      | The Wild Thornberrys        | Villager (voice)                 | Episode: "Luck Be an Aye-Aye"                      |
| 2001      | Soul Food                   | Victor Onuka                     | Episode: "Games People Play"                       |
| 2003–2004 | Alias                       | Kazari Bomani                    | 3 episodes                                         |
| 2010      | Black Panther               | T'Challa / Black Panther (voice) | 6 episodes                                         |
| 2016      | Wayward Pines               | CJ Mitchum                       | 8 episodes                                         |
| 2018      | DreamWorks Dragons          | Drago Bludvist (voice)           | Episode: "King of Dragons, Part 2"                 |
| 2019      | The Longest Day in Chang'an | Master Ge                        | Episode: "Time Of Great Waste"                     |
| 2021      | Invincible                  | Martian Emperor (voice)          | Episode: "Neil Armstrong, Eat Your Heart Out"      |
| 2021      | What If...?                 | Korath (voice)                   | Episode: "What If... T'Challa Became a Star-Lord?" |

### Trò chơi điện tử
| Năm  | Tiêu đề  | Vai                | Ghi chú              |
| ---- | -------- | ------------------ | -------------------- |
| 2020 | NBA 2K21 | Coach Henry Bishop | Ghi hình chuyển động |